# Marie Reuther
Marie Reuther (født 28. marts 1996 i Rungsted) er en dansk skuespillerinde.
Marie Reuther er uddannet som skuespiller fra Den Danske Scenekunstskole i 2020.

## Filmografi

### Film
| År   | Titel                                   | Rolle      | Noter    |
| ---- | --------------------------------------- | ---------- | -------- |
| 2019 | Bleed                                   | Ea/Vanessa | Kortfilm |
| 2019 | Ingen siger farvel, men alle forsvinder | Anna       | Kortfilm |

### TV-serier
| År        | Titel           | Rolle  | Noter          |
| --------- | --------------- | ------ | -------------- |
| 2013-2022 | Badehotellet    | Louise | S6E4 S6E5 S6E6 |
| 2022      | Kamikaze        | Julie  |                |
| 2023      | Dansegarderoben | Joy    |                |